# Astrodendrum capensis
Astrodendrum capensis är en ormstjärneart som först beskrevs av Ole Theodor Jensen Mortensen 1933.  Astrodendrum capensis ingår i släktet Astrodendrum och familjen medusahuvuden. Inga underarter finns listade i Catalogue of Life.